# Eugenija Carl
Eugenija Carl, slovenska novinarka.
Carlova je bila leta 2013 za svoje delo kot raziskovalna novinarka izbrana za Slovenko leta. Deluje kot novinarka informativnega programa Televizije Slovenija, pretežno na regionalnem koprskem centru.
Februarja 2021 je novinarsko častno razsodišče ugotovilo, da je Carlova pri poročanju o aferi Aleksandre Pivec kršila 19. člen kodeksa novinarjev, ki govori o prikazovanju, poročanju in zbiranju informacij o mladoletnih osebah. Carlova je v prispevku namreč prikazovala otroka ministrice Pivec oz. njuni imeni. Sklep častnega razsodišča je zavrnila, saj da je upoštevala javne objave ministrice.
Ob skupnem poklonu Boruta Pahorja in Sergia Mattarelle fojbam in bazoviškim žrtvam in fojbam, je Carlova na Facebooku delila objavo, v kateri je Pahorja med drugim označila s ključniki #selfihlapecfašistom, #kolaborantzgodovinskegarevizionizma in #šenikolividenasramota.

## Nagrade
- 2013 čuvaj/watchdog Društva novinarjev Slovenije za izstopajoč novinarski dosežek